# Atlas (film, 2013)
Pour les articles homonymes, voir Atlas.
Pour plus de détails, voir Fiche technique et Distribution.
Atlas est un documentaire français réalisé par Antoine d'Agata et sorti en 2013.

## Fiche technique
- Titre : Atlas
- Réalisation : Antoine d'Agata
- Scénario : Antoine d'Agata
- Photographie : Antoine d'Agata
- Son : Gilles Bénardeau
- Montage : Dounia Sichov
- Société de production : Norte Productions
- Pays de production :  France
- Durée : 77 minutes
- Dates de sortie : 
  - Italie : 11 novembre 2013 (présentation au Festival international du film de Rome)[1]
  - France : 19 novembre 2014

## Distribution
- Antoine d'Agata

## Sélections
- FIDMarseille 2014[2]